# Pálfi Károly
Várfalvi Pálfi Károly (Várfalva (Torda-Aranyosmegye), 1847. július 14. – Várfalva, 1888. szeptember 5.) állami polgáriskolai igazgató-tanár.

## Élete
Pálfi István és Fülöp Anna unitárius székely szülők fia. Szülei a tordai algimnáziumba vitték, ahol az V. osztályt végezte és kiváló jelét adta a költészet iránti hajlamának és arra való tehetségének. 1865 őszén a kolozsvári unitárius főiskola kitűnő növendéke lett, ahol 1868-ban érettségi vizsgát tett. Rendes tanulmányai mellett tevékeny munkásságot fejtett ki az ifjúsági önképző-olvasó-egyletekben, ahol előbb mint jeles tollú jegyző tűnt ki, később mint szerkesztő és elnök vitte a vezérszerepet. A gimnáziumi tanfolyamot elvégezve, papnövendék lett. Az 1870. unitárius főtanácsi gyűlés már mint II. évet végzett teológust a székelykeresztúri gimnázium segédtanárává választotta. 1871 őszén külföldi tanulmányútra küldötte az egyházi főtanács. Fél évet Münchenben, másik fél évet Heidelbergben töltött növény- és ásványtani ismereteinek gyarapítása végett. Külföldi útjából hazatérve 1872-ben a tordai unitárius algimnázium igazgató-tanára lett. Sokat javított az intézet állapotán; a magántanítási intézményt helyesebb alapra fektette, megkezdette a nagy munkát, hogy a gimnázium teljesen fölépüljön; ő nyerte meg ez eszmének a várost és megyét, és alig pár év alatt elérte célját. Az iskola növény- és ásványtani gyűjteményeinek szaporítása végett gyakran tett kirándulásokat és beteges testalkatával sokszor egész nap barangolta a hegyeket. Népszerű kedvelt egyénisége által már négy év múlva a város és megye vezéregyéniségei között szerepelt, még a politikai téren is. A megye királyi tanfelügyelője, mint a kormány képviselője 1878-ban megnyerte őt azon eszmének, hogy a tordai algimnázium alakíttassék át állami polgáriskolává. Ez eszme keresztülvitelét az egyházi főtanácsnál folyton szorgalmazta, míg végül hosszas küzdelem után a gimnázium polgári iskolává alakult, melynek tíz évig volt igazgatója, miután megelőzőleg a gimnáziumnál hat évet töltött. A torda-aranyosmegyei tanító-testület jegyzője volt, ő írta jegyzőkönyveit és évi jelentéseit; ő volt az egyesületnek kezdetben szervező elnöke is; 1887-ben az egyesületnek ismét elnöke lett, de időközben ezen állásáról lemondott, hogy szabadabban vitatkozhassék. Rohamos tüdővész oltotta ki életét. 
Az ifjúsági lapokban megjelent költeményeit és parodiáit többnyire Turul álnév alatt adta ki; a tordai ifjuság által 1871-ben kiadott Remény z. emlékkönyvben több költeménye s népdala van, különösen a Martius 15. c. Czikkei a Keresztény Magvetőben (1874-75. Tordai középtanodánkról, 1880. A családi nevelésről). 